# شعوب (حفاش)

تعديل مصدري - تعديل

شعوب هي إحدى قرى عزلة بني أسعد بمديرية حفاش التابعة لمحافظة المحويت، بلغ تعداد سكانها 136 نسمة حسب تعداد اليمن لعام 2004.